# Kyjovice (Morávia-Silésia)
Kyjovice é uma comuna checa localizada na região de Morávia-Silésia, distrito de Opava.